# عائشة بكار (بيروت)
عائشة بكار هي منطقة في مدينة بيروت العاصمة اللبنانية.

## جامع عائشة بكار
يعد جامع عائشة بكار كم أهم معالم المنطقة والذي أعطاها الاسم. شيّد في العام 1343 هجريا بمساحة لا تتجاوز 35 متراً مربعاً تعلوه مئذنة قديمة. وفي العام 1370 أعيد بناء المئذنة. وسع الجامع لتصبح مساحته خمسة وخمسين متراً مربعاً. ثم هدم الجامع القديم واعيد بنائه لتصبح مساحته تقارب الـ400 متر مربع. 
أما اسم الجامع فيعود لسيدة فاضلة اسمها عائشة آغا متزوجة من آل بكار لم ترزق أبناء فوهبت الأرض لبناء مسجد عليها. وهو المسجد الوحيد في لبنان الذي يحمل اسم امرأة.